# South Riding (serie de televisión)
South Riding es una miniserie de televisión de la BBC de 2011, basada en la novela homónima, escrita en 1936 por Winifred Holtby. En España se estrenó el 12 de septiembre de 2011 en el canal Cosmopolitan TV.

## Sinopsis
Se trata de una historia de amor en los años 1930, en tiempos de crisis y con Inglaterra en plena recesión económica. La producción se centra en la escuela para chicas Kiplington High y los problemas y tensiones que surgen tras el nombramiento de Sarah Burton (Anna Maxwell Martin) como nueva directora, una mujer de ideas progresistas que se enfrentará a los prejuicios de personas influyentes de la comunidad local especialmente los de Robert Carne (David Morrissey), un poderoso granjero local.

## Reparto
- Anna Maxwell Martin como Sarah Burton.
- David Morrissey como Robert Carne.
- Peter Firth como Alderman Snaith.
- Douglas Henshall como Joe Astell.
- Penelope Wilton como Mrs. Beddows
- John Henshaw como Alfred Huggins.
- Shaun Dooley como Mr. Holly
- Jennifer Hennessy como Mrs. Holly
- Janine Mellor como Bessy Warbuckle.
- Charlie May Clark como Lydia Holly.
- Katherine McGolpin como Midge Carne.
- Lydia Wilson como Muriel Carne.
- Daniel West como Young Robert Carne.
- Ian Bartholemew como Gaius Drew.
- Bríd Brennan como Miss Sigglesthwaite.
- John-Paul Hurley como Reg Aythorne.
- Penny Layden como Mrs Huggins.
- Marie Critchley como Mrs Brimsley.

## Recepción
En su país de origen, el estreno de la serie consiguió atraer a 6,6 millones de espectadores, un 23,9% de la audiencia total.